# Usman Ari Ogah
Usman Ari Ogah ist ein nigerianischer Diplomat.

## Werdegang
2017 war Ogah Charge d’Affaires der nigerianischen Botschaft in Athen. 2021 wurde er in Nachfolge von Hakeem Toyin Balogun nigerianischer Botschafter in Indonesien. Im August 2021 wurde er zu Konsultationen nach Nigeria zurückgerufen, nachdem ein nigerianischer Diplomat von einem indonesischen Polizisten misshandelt worden war. Am 11. November 2021 übermittelte Ogah, aufgrund der COVID-19-Pandemie virtuell, seine Zweitakkeditierung für Osttimor.